# Anento
Anento là một đô thị ở tỉnh Zaragoza, Aragon, Tây Ban Nha. Theo điều tra dân số 2004 của Viện thống kê Tây Ban Nha (INE), đô thị này có dân số là 198 người. Diện tích đô thị này là 21 ki-lô-mét vuông.
Đô thị này nằm ở độ cao 924 m trên mực nước biển.